# Gustav Rathje
Gustav Rathje (* 11. Mai 1895 in Staßfurt; † 27. November 1947 im Speziallager Nr. 1 Mühlberg) war ein deutscher Filmproduktionsleiter.

## Leben
Rathje hatte eine Ausbildung zum Buchhändler erhalten, ehe er 1914 eingezogen wurde. Nach der Entlassung aus dem Militärdienst ging Rathje 1919 zum Film und wurde als Aufnahmeleiter eingestellt, arbeitete aber auch gelegentlich als Produktionsassistent. In diesen untergeordneten Funktionen war Rathje an einer Reihe von hochwertigen Filmproduktionen beteiligt, darunter die 1930/31 entstandenen Meisterwerke Die Dreigroschenoper, M und Kameradschaft.
1936 fungierte Rathje erstmals als Produktionsleiter, danach nochmal kurzzeitig bis Jahresende 1938 als Aufnahmeleiter (Der Maulkorb, 1937; Salonwagen E 417, 1938), ab Jahresbeginn 1939 teils als stellvertretender (Robert Koch, der Bekämpfer des Todes), teils als alleiniger Produktionsleiter (Marguerite: 3). Zuletzt war Rathje als Produktionsleiter der UFA der Herstellungsgruppe Karl Ritters zugeordnet.
Bei Kriegsende geriet er in die Hände der Roten Armee und wurde schließlich ins Speziallager Nr. 1 Mühlberg bei Riesa verbracht, wo Rathje, inzwischen ausgemergelt und erkrankt, im Herbst 1947 verstarb.

## Filmografie
als Produktionsleiter oder Herstellungsgruppenleiter
- 1936: Schabernack
- 1936: Kinderarzt Dr. Engel
- 1939: Marguerite: 3
- 1939: Robert Koch, der Bekämpfer des Todes
- 1940: Die 3 Codonas
- 1940: Friedrich Schiller – Der Triumph eines Genies
- 1941: Stukas
- 1942: GPU
- 1943: Besatzung Dora
- 1943: Liebesbriefe
- 1944: Sommernächte
- 1944: Erzieherin gesucht